# Santa Ana (1784)
El Santa Ana fue un navío de línea español de 112 cañones (otras fuentes citan 120 cañones) y tres puentes, buque líder de su clase homónima (también conocidos como Meregildos), que prestó en servicio en la Armada Española desde 1784 hasta 1816. Sus dimensiones eran de una eslora de 213,4 pies castellanos y una manga de 58 pies, con un peso total de 2 112 toneladas, quedando catalogado como navío de primera categoría  según el Sistema de clasificación de la Marina Real británica.

## Construcción

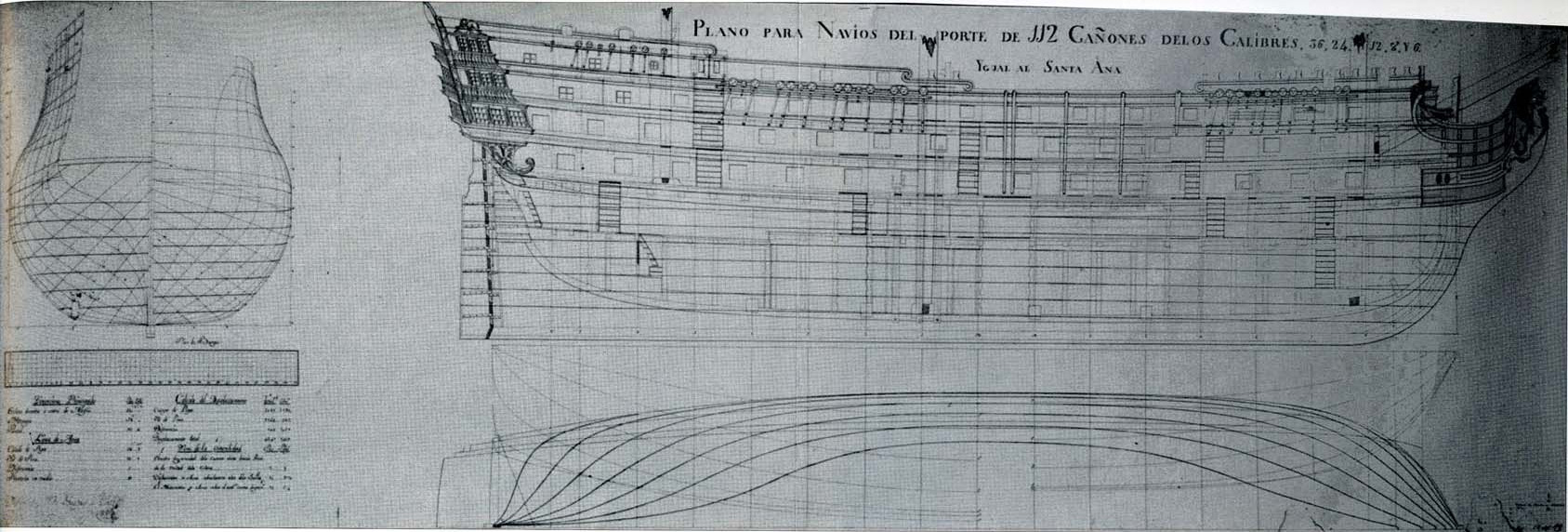
Plano para un navío de 112 cañones serie Santa Ana.

El buque perteneció a una serie de ocho naves de la clase Santa Ana o Meregildos, grandes navíos de tres cubiertas botados entre 1784 y 1794. Tras ser ordenada su construcción, se aprobaron los planos de la misma el 18 de junio de 1783. El 29 de septiembre de 1784 el navío Santa Ana se bota en los Reales Astilleros de Esteiro; construido bajo los planos de José Joaquín Romero y Fernández de Landa y dirección de Miguel de la Puente. Sería el primero de una serie de navíos de tres puentes llamados los Meregildos o serie Santa Ana, constituida por los navíos Mejicano, Conde de Regla, Salvador del Mundo, Real Carlos, San Hermenegildo, Reina María Luisa y Príncipe de Asturias, siendo el nervio de la Armada. Era el prototipo de una serie de 8 navíos gemelos que se construirían en los años siguientes en los astilleros de Ferrol y La Habana. El buque fue regularmente carenado cada tres años.
Las pruebas realizadas, saliendo a la mar el 28 de febrero de 1785 capitaneado por Félix de Tejada, tuvieron como resultado según relata su comandante: Conserva la batería en buen uso con viento fresco y mares gruesas. Por ello y con los resultados obtenidos, por Real Orden del 12 de diciembre de 1786 se dispone en lo sucesivo que los navíos de tres puentes deben construirse de acuerdo con los planos del Santa Ana.

## Historial
Tras la firma del Tratado de San Ildefonso, España declaró la guerra a Gran Bretaña y Portugal en octubre de 1796. El 14 de febrero de 1797, cerca del cabo San Vicente, la escuadrilla de alta mar, al mando del almirante José de Córdova y Ramos, se enfrentó a la flota británica al mando del almirante John Jervis. Tras la derrota, el almirante de Córdova y Ramos fue sustituido por don José de Mazarredo Salazar Muñatones y Gortázar, quien nombró al almirante Domingo Pérez de Grandallana y Sierra comandante de la tercera división perteneciente al equipo de Océano. A su llegada a Cádiz, Grandallana izó su enseña en el navío Santa Ana.
En 1798 el barco de Grandallana formó parte de la tripulación del almirante de Mazarredo y Cortázar, cuando éste abandonó Cádiz para trasladarse a El Ferrol. Se esperaba que los barcos españoles se unieran a la tripulación del almirante francés Étienne Eustache Bruix cuando éste pasara por delante del puerto de El Ferrol, pero desgraciadamente para el almirante francés, que zarpó de Brest el 26 de abril de 1799, esta operación no prosperó. tuvo éxito. En junio de 1799 la flota española zarpó rumbo a Cartagena, donde se reunió con la del almirante Bruix, zarpando de este puerto para desembarcar el 12 de julio en el de Cádiz. Al cabo de unos días los barcos franceses, una vez finalizadas sus operaciones de repostaje, abandonaron Cádiz para regresar a Brest. Le siguió una formación naval española de 18 buques entre los que también estaba el buque de Grandallana, pero lamentablemente su buque encalló en las Puercas, y fue necesario mucho trabajo para liberarlo y trasladarlo al arsenal de La Carraca, a la vista de los trabajos de reparación previstos. Este hecho impidió a Grandallana tomar parte en la expedición a Francia, permaneciendo forzosamente en tierra.
Entre los años 1803 y 1804 estaría capitaneado por el capitán Dionisio Alcalá Galiano. El 16 de febrero de 1805 toma el mando del Santa Ana el capitán de navío José de Gardoqui. Antes de la batalla de Trafalgar no había estado el buque involucrado en acciones de guerra y su actividad había sido reducida, no contabilizándose mucho más de 5 años, estando 8 años con los cañones retirados y 6 más en dique seco en diferentes reparaciones.

### Trafalgar
Para la batalla fue conveniente carenado en el Arsenal de La Carraca, concluyendo los trabajos el 9 de septiembre de 1805, siendo totalmente rearmado el 30 de septiembre. La nave formó en el segundo escuadrón, a vanguardia, comandada por el Capitán José Gardoqui, formando parte de la tripulación el Vicealmirante Ignacio María de Álava, por lo que fue buque insignia de esta formación.
Pasadas las dos y media de la tarde del 21 de octubre, el Santa Ana arrió su bandera. La nave fue, en principio, capturada por la flota británica, pero fue recobrada junto con el Neptuno, ya que las fragatas remolcaron a Cádiz y por sí mismas se alzaron, dirigiéndose al propio punto, con bandolas, las tripulaciones del Algeciras, Bucentaure y Aigle con lo que, sin pasar cuarenta y ocho horas, perdieron los enemigos trece de los trofeos de guerra conseguidos en combate, conservando solo cuatro: los navíos Bahama, San Juan Nepomuceno, San Ildefonso y Swiftsure (tres españoles y uno francés), al haberlos fondeado al abrigo del Cabo Trafalgar, evitando en gran medida los efectos del temporal. El Santa Ana logró, desarbolado, entrar en Cádiz remolcado por la fragata francesa Thémis, el 24 de octubre.

En la batalla de Trafalgar el Santa Ana actuó bajo el mando de la flota a cargo del teniente general de la Armada, Ignacio María de Álava, en la que sufrió 97 muertos y 141 heridos, siendo rescatado por el navío Rayo. Entre los fallecidos tuvo muerte gloriosa el guardiamarina de Carmona (Sevilla), Manuel de Briones y Guzmán.

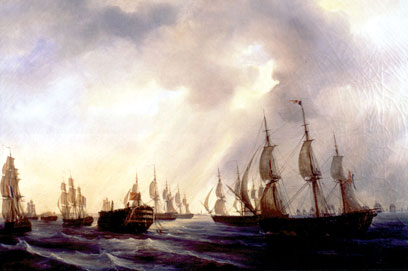
Retorno del Santa Ana, desarbolado, tras ser recapturado

### Últimos años
En 1808 apenas iniciada la Guerra de la Independencia Española, no pudo participar en el combate y captura de la escuadra francesa del almirante Rosily al hallarse en el Arsenal en reparaciones y carena. 
En 1810 se trasladó a La Habana junto con el Príncipe de Asturias y el HMS Implacable desde Cádiz, para estar más seguro durante la guerra contra los franceses, en cuyo arsenal se iría a pique en 1816 por falta de carena, debido a los defectos estructurales e impactos sufridos en la propia Guerra de la Independencia.
En 1834 todavía se le podía ver junto al Príncipe de Asturias, también ido a pique, hundidos en el fango frente al Arsenal de La Habana.